# Campeonato Nacional de Cueca Juvenil
El Campeonato Nacional Juvenil de Cueca e Intercambio Cultural es un evento folclórico competitivo de cueca tradicional —declarada como la «danza nacional de Chile» en 1979— realizado anualmente desde 1997 en la ciudad de Punta Arenas (Chile) y organizado por la Agrupación Amigos de la Cueca de Punta Arenas.

## Historia
En julio de 1997 fue fundada la Agrupación Amigos de la Cueca de Punta Arenas con el objetivo de promover las raíces folklóricas del centro de Chile en la zona austral. A la vez crean el Campeonato nacional de cueca juvenil, para jóvenes que fluctúen entre los 14 años como edad mínima y los 17 años como edad máxima. Tomando la idea del Campeonato nacional de cueca adulto que se realiza desde 1968 en la ciudad de Arica. Desde la última semana de septiembre hasta los primeros días de octubre, la cueca y la juventud se unen en la ciudad más austral de Chile.

## Lugar sede
A diferencia del Campeonato Nacional de Cueca, cuyas jornadas se realizan en Arica, el campeonato nacional de cueca juvenil lleva a cabo sus cuatro jornadas en ciudades diferentes, comenzando siempre en la ciudad de Punta Arenas, después en Porvenir, luego en San Gregorio para finalizar en Puerto Natales.

## Número de títulos por regiones
En títulos por regiones lo encabezan las regiones VIII, X, Metropolitana y V la cual tiene 3 campeones nacionales, lo siguen las regiones I, IV, VII, IX  con dos títulos, mientras que las regiones III, VI, XII y XIV han ganado en solo una oportunidad.
| Región | Nº de Títulos | Años             |
| ------ | ------------- | ---------------- |
| VIII   | 3             | 1999, 2000, 2016 |
| I      | 2             | , 2003, 2009     |
| RM     | 3             | 1998, 2015, 2018 |
| X      | 3             | 2005, 2017, 2019 |
| IX     | 2             | 2006, 2008       |
| VII    | 2             | 2002, 2010       |
| IV     | 2             | 2012, 2013       |
| V      | 3             | 2014, 2022, 2023 |
| VI     | 1             | 2004             |
| XII    | 1             | 2001             |
| III    | 1             | 2007             |
| XIV    | 1             | 2011             |
| XI     | 0             |                  |
| XV     | 1             | 1997             |
| II     | 0             |                  |

## Datos estadísticos
El Campeonato Nacional de Cueca Juvenil, desde 2007 que reúne 16 parejas que representan a cada región de Chile (desde la creación de las regiones de Los Ríos y Arica y Parinacota), adelantándose un año al Campeonato Nacional de Cueca Adulto que lo instauró desde 2008.
Coronel, Requínoa y Colina triunfaron primero en el Campeonato Nacional de Cueca Juvenil antes que en el Campeonato Nacional de Cueca Adulto. Coronel ganó el Campeonato Nacional de Cueca Juvenil en 2000, un año antes que la comuna de la octava región triunfara en Nacional de Cueca Adulto. Requínoa triunfa en el Nacional Juvenil en 2004, cinco años después, en 2009, logran el cetro de campeones en el Nacional Adulto. Mientras que Colina, triunfa en el Nacional Juvenil de 2018, cuatro años después, en 2022, se alza como campeón del Nacional Adulto.
Las comunas de Arica, Pedro Aguirre Cerda, Nacimiento, Coronel, Requínoa, Valdivia, Temuco, Pucón, Linares, Tomé, Valparaíso y Colina han triunfado en ambos campeonatos.

## Ganadores Intercambio Cultural
| Año  | Pareja                         | Región | Comuna                                |
| ---- | ------------------------------ | ------ | ------------------------------------- |
| 1997 |                                |        | []                                    |
| 1998 |                                |        | []                                    |
| 1999 |                                |        | []                                    |
| 2000 |                                |        | []                                    |
| 2001 |                                | VI y X | [San Vicente de Tagua Tagua y Osorno] |
| 2002 |                                | VI     | Santa Cruz                            |
| 2003 |                                | V      | Quilpué                               |
| 2004 |                                |        | []                                    |
| 2005 |                                |        | []                                    |
| 2006 |                                |        | []                                    |
| 2007 |                                |        | []                                    |
| 2008 |                                | XI     | Coyhaique                             |
| 2009 |                                |        | []                                    |
| 2010 |                                |        | []                                    |
| 2011 |                                | XII    | Punta Arenas                          |
| 2012 | Javiera Rivera y Javier Gálvez | IV     | La Serena                             |
| 2013 |                                |        | []                                    |
| 2014 |                                | VI     | Rancagua                              |
| 2015 |                                | IV     | La Serena                             |

- Datos: Q5744148